# Spoorlijn Gelsenkirchen-Bismarck - Gelsenkirchen-Schalke
De spoorlijn Gelsenkirchen-Bismarck - Gelsenkirchen-Schalke was een Duitse spoorlijn en was als spoorlijn 2235 onder beheer van DB Netze.

## Geschiedenis
Het traject werd door de Preußische Staatseisenbahnen geopend op 15 oktober 1884. In 1970 is na de verlenging van de lijn DB 2153 tot aan de aansluiting Nordstern de lijn gesloten en opgebroken.

## Aansluitingen
In de volgende plaatsen was er een aansluiting op de volgende spoorlijnen:
Gelsenkirchen Zoo
DB 2153, spoorlijn tussen Bochum en de aansluiting Nordstern
DB 2172, spoorlijn tussen Essen en Gelsenkirchen Zoo
DB 2236, spoorlijn tussen Zutphen en Gelsenkirchen-Bismarck
Gelsenkirchen-Schalke
DB 2206, spoorlijn tussen Wanne-Eickel en Duisburg-Ruhrort